# Дёрдйол Первый
Дёрдйо́л Первый (азерб. Birinci Dördyöl) — посёлок в Агдамском районе Азербайджана.

## История
Основан постановлением Милли Меджлиса Азербайджана от 6 октября 2007 года "О частичных изменениях в административно-территориальном делении Агдамского района Азербайджанской Республики". С этого же дня входит в Тазакендский муниципалитет.

## География
Неподалёку от посёлка протекает река Арабарх.
Посёлок находится в 30 км от райцентра Агдам, в 16 км от временного райцентра Кузанлы и в 312 км от Баку. Ближайшая ж/д станция — Тазакенд.
Высота посёлка над уровнем моря — 252 м.

## Население
| Численность населения |
| 2016                  |
| --------------------- |
| 0                     |

Посёлок основан для беженцев. Постоянного населения не имеет.

## Климат
В посёлке холодный семиаридный климат.

## Инфраструктура
В посёлке в 2013 году был построен "Дом социальных нужд" и комплекс «Агросервис».